# Кшинін Ігор Іванович
Кшинін Ігор Іванович (рос. Кшинин Игорь Иванович; 13 червня 1972) — російський боксер напівважкої ваги, чемпіон Європи серед аматорів.

## Спортивна кар'єра
Входив до складу збірної Росії протягом 1993—1999 років.
- Чемпіон Росії 1993 (до 81 кг).
- На чемпіонаті Європи 1993 зайняв перше місце, здобувши перемогу в півфіналі над Ростиславом Зауличним (Україна) — 10-8 і в фіналі — над Сінан Шаміль Сам (Туреччина) — 2(+)-2.
- Чемпіон Росії 1995 (до 91 кг).
- На чемпіонаті світу 1995 програв в першому бою Віталію Кличко (Україна) — RSC 1 (до 91 кг).
- На Олімпійських іграх 1996 в 1/16 фіналу переміг Амру Мустафа (Єгипет) — 17-4, а в 1/8 фіналу програв Луану Краснікі (Німеччина) — 2-10.
- Чемпіон Росії 1997, 1998 (до 91 кг).
- Бронзовий призер Ігор доброї волі 1998.
- Срібний призер чемпіонату Росії 1999.